# Los Arcos (Guanajuato)
Los Arcos es una localidad del estado mexicano de Guanajuato. Es parte del municipio de León.

## Demografía
| Gráfica de evolución demográfica |
|                                  |

| Censo | Población |
| ----- | --------- |
| 1900  | 212       |
| 1910  | 186       |
| 1921  | 155       |
| 1930  | 213       |
| 1940  | 224       |
| 1950  | 374       |
| 1960  | 429       |
| 1970  | 319       |
| 1980  | 446       |
| 1990  | 789       |
| 2000  | 548       |
| 2010  | 1 174     |
| 2020  | 1 750     |